# Mysz dżunglowa
Mysz dżunglowa (Mus mayori) – gatunek gryzonia z podrodziny myszy (Murinae) w obrębie rodziny myszowatych (Muridae). Słabo poznany ssak zamieszkujący endemicznie Sri Lankę; według Międzynarodowej Unii Ochrony Przyrody jest narażony na wyginięcie.

## Taksonomia
Gatunek po raz pierwszy zgodnie z zasadami nazewnictwa binominalnego opisał w 1915 roku angielski zoolog Oldfield Thomas w artykule poświęconym wynikom naukowych badań ssaków, opublikowanym na łamach The journal of the Bombay Natural History Society; Thomas umieścił nowo opisany gatunek w rodzaju Coelomys, nadając mu binominalną nazwę Coelomys mayori. Miejsce typowe to Pattipola, na wysokości 6210 ft (1893 m), wyżyny Prowincji Środkowej, Sri Lanka. Holotyp to dorosły samiec (sygnatura BMNH Mammals 1914.12.1.7) ze zbiorów Muzeum Historii Naturalnej w Londynie, zebrany 25 marca 1914 roku przez brytyjskiego oficera E.W. Mayora.
Mus mayori został w 1942 roku uznany przez Johna Ellermana za jedynego członka Coelomys, jednak analizy oparte na danych morfologicznych i genetycznych wykazały, że Coelomys stanowi większy klad, który obejmuje również M. crociduroides, M. pahari i M. vulcani, jednak przynależność M. mayori do Coelomys jest niepewna. Populacje nizinne były wcześniej traktowane jako podgatunek pococki, ale późniejsze badania nie wykazały żadnych znaczących różnic w ubarwieniu i teksturze futra uzasadniających rozróżnienie między mayori a pococki. Autorzy Illustrated Checklist of the Mammals of the World uznają ten gatunek za monotypowy.

### Etymologia
- Mus: łac. mus, muris ‘mysz’, od gr. μυς mus, μυoς muos ‘mysz’[21].
- mayori: mjr. E.W. Mayor (daty urodzenia i śmierci nieznane), zebrał okaz typowy[22].

## Zasięg występowania
Mysz dżunglowa występuje w rozproszonych populacjach w środkowej i południowo-zachodniej Sri Lance (Prowincja Środkowa, Prowincja Północno-Zachodnia, Prowincja Południowa, Prowincja Zachodnia i Prowincja Uwa).

## Morfologia
Długość ciała (bez ogona) 98 mm, długość ogona 102 mm, długość ucha 17 mm, długość tylnej stopy 22,5–26 mm; brak szczegółowych danych dotyczących masy ciała. Mysz dżunglowa jest wielkości małego szczura. Ogon jest smukły, łuskowaty, dwukolorowy, ciemny u góry i jaśniejszy u dołu i jest równy długości głowy i ciała. Futro jest długie (około 10 mm) i obfite w kolce, włosy na grzbiecie są nakrapiane w kolorze brązowym z szarymi końcówkami, podczas gdy na brzuchu są szarawobrązowawe; kolce szarawobiałe z czarnymi końcówkami. Głowa ciemniejsza. Uszy są średniej długości, praktycznie nagie i szarego koloru. Stopy koloru od brązowego do ciemnobrązowego z białymi palcami. Samice mają pięć par gruczołów mlekowych. Średnie wymiary czaszki: długość podstawowa 29,87 mm, długość rostrum 8,06 mm, długość interorbitalna 4,97 mm, długość otworu przysiecznego 5,38 mm i długość koron trzonowców 4,57 mm.

## Ekologia
Myszy dżunglowe zamieszkują nizinne i górskie tropikalne i subtropikalne wiecznie zielone lasy, a także łąki na wysokościach od 165 m do 2310 m n.p.m. Są zwierzętami lądowymi zamieszkującymi wilgotne runo leśne i trawiastą patanę. Prowadzą nocny tryb życia, kopiąc nory pod ziemią.
Myszy dżunglowe żywią się nasionami, korzeniami roślin, owadami i jajami.
Okres rozrodczy i rozmnażanie słabo poznane; samice odławiano średnio z trzema młodymi.
W odchodach myszy dżunglowych stwierdzono roztocza (Echinolaelaps), kleszcze (Ornithodorus), wszy mysie (Polyplax serrata) oraz jaja nicieni.

## Status zagrożenia
W Czerwonej księdze gatunków zagrożonych Międzynarodowej Unii Ochrony Przyrody i Jej Zasobów gatunek został zaliczony do kategorii VU (ang. vulnerable ‘narażony’). Myszy dżunglowe mimo rozproszonych populacji są szeroko rozpowszechnione i stosunkowo liczne. Poważnymi zagrożeniami dla tego gatunku jest wylesianie oraz drapieżnictwo ze strony kotów domowych (Felis catus). Myszy dżunglowe nią są chronione żadnymi przepisami.